# Anton Zlobin
Anton Zlobin, född 22 februari 1993 i Moskva, Ryssland, är en rysk professionell ishockeyspelare (forward) som just nu spelar för Cracovia i Polska Hokej Liga.